# HD 62376
HD 62376，又名CD-38 3564，SAO 198315、HR 2986，是一颗恒星，视星等为6.54，位于銀經252.57，銀緯-7.57，其B1900.0坐标为赤經7h 38m 26.8s，赤緯-38° -7.57′ 35″。